# 109º Congresso degli Stati Uniti d'America
Il 109º Congresso degli Stati Uniti d'America, composto dalla Camera dei Rappresentanti e dal Senato, è stato la legislatura in carica dal 3 gennaio 2005 al 3 gennaio 2007.

## Storia
Eventi prominenti includono la minaccia di usare la cosiddetta "opzione nucleare" per terminare un'operazione di ostruzionismo mediante un voto di maggioranza, il fallimento da parte del governo federale di aiutare le vittime dell'uragano Katrina e di occuparsi della crisi in New Orleans, l'atto formale di accusa a carico del Leader della Maggioranza Tom DeLay, lo scandalo Karl Rove-Valerie Plame, la crescente impopolarità della Guerra in Iraq, le proteste sull'immigrazione nel 2006 ed il dibattito su Terri Schiavo. Questo Congresso, poi, collezionò una serie di scandali: Tom DeLay, Bob Ney, Duke Cunningham, William J. Jefferson, Mark Foley e lo scandalo di Jack Abramoff. La rivista Rolling Stone disse che questo è stato il "peggior congresso di sempre".

## Riepilogo

### Senato
| Partito | Partito      | Membri | Note                        |
| ------- | ------------ | ------ | --------------------------- |
|         | Repubblicano | 55     |                             |
|         | Democratico  | 44     |                             |
|         | Indipendenti | 1      | Schierato con i Democratici |
| Totale  | Totale       | 100    |                             |

### Camera dei Rappresentanti

| Partito | Partito      | Prima  | Prima       | Dopo   | Dopo        | Delegates and Resident Commissioner | Note                        |
| Partito | Partito      | Membri | Percentuale | Membri | Percentuale | Delegates and Resident Commissioner | Note                        |
| ------- | ------------ | ------ | ----------- | ------ | ----------- | ----------------------------------- | --------------------------- |
|         | Repubblicano | 232    | 53,33%      | 230    | 52,9%       | 1                                   |                             |
|         | Democratico  | 201    | 46,2%       | 202    | 46,4%       | 4                                   |                             |
|         | Indipendenti | 1      | 0,2%        | 1      | 0,2%        | -                                   | Schierato con i Democratici |
|         | Vacant       | 1      | 0,2%        | 2      | 0,5%        | -                                   |                             |
| Totale  | Totale       | 435    |             | 435    |             | 5                                   |                             |

## Senato

### Riepilogo della composizione
- Partito Repubblicano: 55
- Partito Democratico: 44
- Indipendenti: 1

### Leadership
- Presidente (Vicepresidente degli Stati Uniti): Dick Cheney (R-WY)
- Presidente pro tempore: Ted Stevens (R-AK)

#### Leadership della Maggioranza
- Leader della Maggioranza: Bill Frist (R-TN)
- Assistente Leader: Mitch McConnell (R-KY)

#### Leadership della Minoranza
- Leader della Minoranza: Harry Reid (D-NV)
- Assistente Leader: Richard Durbin (D-IL)

#### Gruppo Repubblicano
- Presidente della Conferenza Repubblicana: Rick Santorum (R-PA)
- Presidente del Comitato Politico Repubblicano: Jon Kyl (R-AZ)
- Segretario della Conferenza Repubblicana: Kay Bailey Hutchison (R-TX)
- Presidente del Comitato Elettorale Repubblicano: Elizabeth Dole (R-NC)

#### Gruppo Democratico
- Presidente della Conferenza Democratica: Harry Reid (D-NV)
- Presidente del Comitato Politico Democratico: Byron Dorgan (D-ND)
- Segretario della Conferenza Democratica: Debbie Stabenow (D-MI)
- Presidente del Comitato Elettorale Democratico: Charles Schumer (D-NY)

### Senatori ordinati per Stato
Alabama
- Richard Shelby (R)
- Jeff Sessions (R)

Alaska
- Ted Stevens (R)
- Lisa Murkowski (R)

Arizona
- John McCain (R)
- Jon Kyl (R)

Arkansas
- Blanche Lincoln (D)
- Mark Pryor (D)

California
- Dianne Feinstein (D)
- Barbara Boxer (D)

Carolina del Nord
- Elizabeth Dole (R)
- Richard Burr (R)

Carolina del Sud
- Lindsey Graham (R)
- Jim DeMint (R)

Colorado
- Wayne Allard (R)
- Ken Salazar (D)

Connecticut
- Chris Dodd (D)
- Joe Lieberman (D)

Dakota del Nord
- Kent Conrad (D)
- Byron Dorgan (D)

Dakota del Sud
- Timothy P. Johnson (D)
- John Thune (R)

Delaware
- Joe Biden (D)
- Thomas Carper (D)

Florida
- Bill Nelson (D)
- Mel Martinez (R)

Georgia
- Saxby Chambliss (R)
- Johnny Isakson (R)

Hawaii
- Daniel Inouye (D)
- Daniel Akaka (D)

Idaho
- Larry Craig (R)
- Mike Crapo (R)

Illinois
- Richard Durbin (D)
- Barack Obama (D)

Indiana
- Dick Lugar (R)
- Evan Bayh (D)

Iowa
- Chuck Grassley (R)
- Tom Harkin (D)

Kansas
- Sam Brownback (R)
- Pat Roberts (R)

Kentucky
- Mitch McConnell (R)
- Jim Bunning (R)

Louisiana
- Mary Landrieu (D)
- David Vitter (R)

Maine
- Olympia Snowe (R)
- Susan Collins (R)

Maryland
- Paul Sarbanes (D)
- Barbara Mikulski (D)

Massachusetts
- Ted Kennedy (D)
- John Kerry (D)

Michigan
- Carl Levin (D)
- Debbie Stabenow (D)

Minnesota
- Mark Dayton (D)
- Norm Coleman (R)

Mississippi
- Thad Cochran (R)
- Trent Lott (R)

Missouri
- Kit Bond (R)
- Jim Talent (R)

Montana
- Max Baucus (D)
- Conrad Burns (R)

Nebraska
- Chuck Hagel (R)
- Ben Nelson (D)

Nevada
- Harry Reid (D)
- John Ensign (R)

New Hampshire
- Judd Gregg (R)
- John E. Sununu (R)

New Jersey
- Frank Lautenberg (D)
- Jon Corzine (D), fino al 17 gennaio 2006
  - Bob Menendez (D), dal 18 gennaio 2006

Nuovo Messico
- Pete Domenici (R)
- Jeff Bingaman (D)

New York
- Chuck Schumer (D)
- Hillary Clinton (D)

Ohio
- Mike DeWine (R)
- George Voinovich (R)

Oklahoma
- James Inhofe (R)
- Tom Coburn (R)

Oregon
- Ron Wyden (D)
- Gordon Smith (R)

Pennsylvania
- Arlen Specter (R)
- Rick Santorum (R)

Rhode Island
- Jack Reed (D)
- Lincoln Chafee (R)

Tennessee
- Bill Frist (R)
- Lamar Alexander (R)

Texas
- Kay Bailey Hutchison (R)
- John Cornyn (R)

Utah
- Orrin Hatch (R)
- Bob Bennett (R)

Vermont
- Patrick Leahy (D)
- Jim Jeffords (I)

Virginia
- John Warner (R)
- George Allen (R)

Washington
- Patty Murray (D)
- Maria Cantwell (D)

Virginia Occidentale
- Robert Byrd (D)
- Jay Rockefeller (D)

Wisconsin
- Herb Kohl (D)
- Russ Feingold (D)

Wyoming
- Craig Thomas (R)
- Mike Enzi (R)

## Camera dei Rappresentanti

### Riepilogo della composizione
- Partito Repubblicano: 232
- Partito Democratico: 202
- Indipendenti: 1

### Leadership
- Presidente: Dennis Hastert (R-IL)

#### Leadership della Maggioranza
- Leader della Maggioranza: Tom DeLay (R-TX) fino al 28 settembre 2005
  - Roy Blunt (R-MO), dal 28 settembre 2005 al 2 febbraio 2006
  - John Boehner (R-OH), dal 2 febbraio 2006
- Assistente Leader: Roy Blunt (R-MO), dal 28 settembre 2005 al 2 febbraio 2006

#### Leadership della Minoranza
- Leader della Minoranza: Nancy Pelosi (D-CA)
- Assistente del Leader: Steny Hoyer (D-MD)

#### Gruppo Repubblicano
- Presidente della Conferenza Repubblicana: Deborah Pryce (R-OH)
- Vice Presidente della Conferenza Repubblicana: Jack Kingston (R-GA)
- Segretario della Conferenza Repubblicana: John Dolittle (R-CA)
- Presidente del Comitato Politico Repubblicano: John Shadegg (R-AZ), fino al 2 febbraio 2006
  - Adam Putnam (R-FL), dal 2 febbraio 2006
- Presidente del Comitato Elettorale Repubblicano: Tom Reynolds (R-NY)

#### Gruppo Democratico
- Presidente della Conferenza Democratica: Jim Clyburn (D-SC)
- Vice Presidente della Conferenza Democratica: John Larson (D-CT)
- Presidente del Comitato Elettorale Democratico: Rahm Emanuel (D-IL)

Alabama
(5 Repubblicani, 2 Democratici)
- 1. Jo Bonner (R)
- 2. Terry Everett (R)
- 3. Mike Rogers (R)
- 4. Robert Aderholt (R)
- 5. Bud Cramer (D)
- 6. Spencer Bachus (R)
- 7. Artur Davis (D)

Alaska
(1 Repubblicano)
- "At-large". Don Young (R)

Arizona
(6 Repubblicani, 2 Democratici)
- 1. Rick Renzi (R)
- 2. Trent Franks (R)
- 3. John Shadegg (R)
- 4. Ed Pastor (D)
- 5. J. D. Hayworth (R)
- 6. Jeff Flake (R)
- 7. Raúl Grijalva (D)
- 8. Jim Kolbe (R)

Arkansas
(3 Democratici, 1 Repubblicano)
- 1. Marion Berry (D)
- 2. Vic Snyder (D)
- 3. John Boozman (R)
- 4. Mike Ross (D)

California
(33 Democratici, 20 Repubblicani)
- 1. Mike Thompson (D)
- 2. Wally Herger (R)
- 3. Dan Lungren (R)
- 4. John Doolittle (R)
- 5. Vacante fino al 9 marzo 2005
  - Doris Matsui (D), dal 9 marzo 2005
- 6. Lynn Woolsey (D)
- 7. George Miller (D)
- 8. Nancy Pelosi (D)
- 9. Barbara Lee (D)
- 10. Ellen Tauscher (D)
- 11. Richard Pombo (R)
- 12. Tom Lantos (D)
- 13. Pete Stark (D)
- 14. Anna Eshoo (D)
- 15. Mike Honda (D)
- 16. Zoe Lofgren (D)
- 17. Sam Farr (D)
- 18. Dennis Cardoza (D)
- 19. George Radanovich (R)
- 20. Jim Costa (D)
- 21. Devin Nunes (R)
- 22. Bill Thomas (R)
- 23. Lois Capps (D)
- 24. Elton Gallegly (R)
- 25. Howard McKeon (R)
- 26. David Dreier (R)
- 27. Brad Sherman (D)
- 28. Howard Berman (D)
- 29. Adam Schiff (D)
- 30. Henry Waxman (D)
- 31. Xavier Becerra (D)
- 32. Hilda Solis (D)
- 33. Diane Watson (D)
- 34. Lucille Roybal-Allard (D)
- 35. Maxine Waters (D)
- 36. Jane Harman (D)
- 37. Juanita Millender-McDonald (D)
- 38. Grace Napolitano (D)
- 39. Linda Sánchez (D)
- 40. Ed Royce (R)
- 41. Jerry Lewis (R)
- 42. Gary Miller (R)
- 43. Joe Baca (D)
- 44. Ken Calvert (R)
- 45. Mary Bono (R)
- 46. Dana Rohrabacher (R)
- 47. Loretta Sanchez (D)
- 48. Christopher Cox (R), fino al 2 agosto 2005
  - John Campbell (R), dal 7 dicembre 2005
- 49. Darrell Issa (R)
- 50. Duke Cunningham (R), fino al 1º dicembre 2005
  - Brian Bilbray (R), dal 13 giugno 2006
- 51. Bob Filner (D)
- 52. Duncan Hunter (R)
- 53. Susan Davis (D)

Carolina del Nord
(7 Repubblicani, 6 Democratici)
- 1. G. K. Butterfield (D)
- 2. Bob Etheridge (D)
- 3. Walter B. Jones (R)
- 4. David Price (D)
- 5. Virginia Foxx (R)
- 6. Howard Coble (R)
- 7. Mike McIntyre (D)
- 8. Robin Hayes (R)
- 9. Sue Wilkins Myrick (R)
- 10. Patrick McHenry (R)
- 11. Charles H. Taylor (R)
- 12. Mel Watt (D)
- 13. Brad Miller (D)

Carolina del Sud
(4 Repubblicani, 2 Democratici)
- 1. Henry E. Brown, Jr. (R)
- 2. Joe Wilson (R)
- 3. Gresham Barrett (R)
- 4. Bob Inglis (R)
- 5. John Spratt (D)
- 6. Jim Clyburn (D)

Colorado
(4 Repubblicani, 3 Democratici)
- 1. Diana DeGette (D)
- 2. Mark Udall (D)
- 3. John Salazar (D)
- 4. Marilyn Musgrave (R)
- 5. Joel Hefley (R)
- 6. Tom Tancredo (R)
- 7. Bob Beauprez (R)

Connecticut
(3 Repubblicani, 2 Democratici)
- 1. John Larson (D)
- 2. Rob Simmons (R)
- 3. Rosa DeLauro (D)
- 4. Chris Shays (R)
- 5. Nancy Johnson (D)

Dakota del Nord
(1 Democratico)
- "At-large". Earl Pomeroy (D)

Dakota del Sud
(1 Democratico)
- "At-large". Stephanie Herseth (D)

Delaware
(1 Repubblicano)
- "At-large". Michael Castle (R)

Florida
(18 Repubblicani, 7 Democratici)
- 1. Jeff Miller (R)
- 2. Allen Boyd (D)
- 3. Corrine Brown (D)
- 4. Ander Crenshaw (R)
- 5. Ginny Brown-Waite (R)
- 6. Cliff Stearns (R)
- 7. John Mica (R)
- 8. Ric Keller (R)
- 9. Michael Bilirakis (R)
- 10. Bill Young (R)
- 11. Jim Davis (D)
- 12. Adam Putnam (R)
- 13. Katherine Harris (R)
- 14. Connie Mack IV (R)
- 15. Dave Weldon (R)
- 16. Mark Foley (R), fino al 29 settembre 2006
  - Vacante da tale data fino al Congresso successivo
- 17. Kendrick Meek (D)
- 18. Ileana Ros-Lehtinen (R)
- 19. Robert Wexler (D)
- 20. Debbie Wasserman Schultz (D)
- 21. Lincoln Díaz-Balart (R)
- 22. E. Clay Shaw, Jr. (R)
- 23. Alcee Hastings (D)
- 24. Tom Feeney (R)
- 25. Mario Díaz-Balart (R)

Georgia
(7 Repubblicani, 6 Democratici)
- 1. Jack Kingston (R)
- 2. Sanford Bishop (D)
- 3. Jim Marshall (D)
- 4. Cynthia McKinney (D)
- 5. John Lewis (D)
- 6. Tom Price (R)
- 7. John Linder (R)
- 8. Lynn Westmoreland (R)
- 9. Charlie Norwood (R)
- 10. Nathan Deal (R)
- 11. Phil Gingrey (R)
- 12. John Barrow (D)
- 13. David Scott (D)

Hawaii
(2 Democratici)
- 1. Neil Abercrombie (D)
- 2. Ed Case (D)

Idaho
(2 Repubblicani)
- 1. Butch Otter (R)
- 2. Mike Simpson (R)

Illinois
(10 Democratici, 8 Repubblicani)
- 1. Bobby Rush (D)
- 2. Jesse Jackson, Jr. (D)
- 3. Dan Lipinski (D)
- 4. Luis Gutiérrez (D)
- 5. Rahm Emanuel (D)
- 6. Henry Hyde (R)
- 7. Danny K. Davis (D)
- 8. Melissa Bean (D)
- 9. Jan Schakowsky (D)
- 10. Mark Kirk (R)
- 11. Jerry Weller (R)
- 12. Jerry Costello (D)
- 13. Judy Biggert (R)
- 14. Dennis Hastert (R)
- 15. Timothy V. Johnson (R)
- 16. Donald Manzullo (R)
- 17. Lane Evans (D)
- 18. Ray LaHood (R)
- 19. John Shimkus (R)

Indiana
(7 Repubblicani, 2 Democratici)
- 1. Pete Visclosky (D)
- 2. Chris Chocola (R)
- 3. Mark Souder (R)
- 4. Steve Buyer (R)
- 5. Dan Burton (R)
- 6. Mike Pence (R)
- 7. Julia Carson (D)
- 8. John Hostettler (R)
- 9. Mike Sodrel (R)

Iowa
(4 Repubblicani, 1 Democratico)
- 1. Jim Nussle (R)
- 2. Jim Leach (R)
- 3. Leonard Boswell (D)
- 4. Tom Latham (R)
- 5. Steve King (R)

Kansas
(3 Repubblicani, 1 Democratico)
- 1. Jerry Moran (R)
- 2. Jim Ryun (R)
- 3. Dennis Moore (D)
- 4. Todd Tiahrt (R)

Kentucky
(5 Repubblicani, 1 Democratico)
- 1. Ed Whitfield (R)
- 2. Ron Lewis (R)
- 3. Anne Northup (R)
- 4. Geoff Davis (R)
- 5. Hal Rogers (R)
- 6. Ben Chandler (D)

Louisiana
(5 Repubblicani, 2 Democratici)
- 1. Bobby Jindal (R)
- 2. William J. Jefferson (D)
- 3. Charlie Melancon (D)
- 4. Jim McCrery (R)
- 5. Rodney Alexander (R)
- 6. Richard Baker (R)
- 7. Charles Boustany (R)

Maine
(2 Democratici)
- 1. Tom Allen (D)
- 2. Mike Michaud (D)

Maryland
(6 Democratici, 2 Repubblicani)
- 1. Wayne Gilchrest (R)
- 2. Dutch Ruppersberger (D)
- 3. Ben Cardin (D)
- 4. Albert Wynn (D)
- 5. Steny Hoyer (D)
- 6. Roscoe Bartlett (R)
- 7. Elijah Cummings (D)
- 8. Chris Van Hollen (D)

Massachusetts
(10 Democratici)
- 1. John Olver (D)
- 2. Richard Neal (D)
- 3. Jim McGovern (D)
- 4. Barney Frank (D)
- 5. Marty Meehan (D)
- 6. John Tierney (D)
- 7. Ed Markey (D)
- 8. Mike Capuano (D)
- 9. Stephen Lynch (D)
- 10. Bill Delahunt (D)

Michigan
(9 Repubblicani, 6 Democratici)
- 1. Bart Stupak (D)
- 2. Pete Hoekstra (R)
- 3. Vern Ehlers (R)
- 4. Dave Camp (R)
- 5. Dale E. Kildee (D)
- 6. Fred Upton (R)
- 7. Joe Schwarz (R)
- 8. Mike J. Rogers (R)
- 9. Joe Knollenberg (R)
- 10. Candice Miller (R)
- 11. Thaddeus McCotter (R)
- 12. Sander Levin (D)
- 13. Carolyn Cheeks Kilpatrick (D)
- 14. John Conyers (D)
- 15. John Dingell (D)

Minnesota
(4 Democratici, 4 Repubblicani)
- 1. Gil Gutknecht (R)
- 2. John Kline (R)
- 3. Jim Ramstad (R)
- 4. Betty McCollum (D)
- 5. Martin Olav Sabo (D)
- 6. Mark Kennedy (R)
- 7. Collin Peterson (D)
- 8. Jim Oberstar (D)

Mississippi
(2 Democratici, 2 Repubblicani)
- 1. Roger Wicker (R)
- 2. Bennie Thompson (D)
- 3. Chip Pickering (R)
- 4. Gene Taylor (D)

Missouri
(5 Repubblicani, 4 Democratici)
- 1. William Lacy Clay, Jr. (D)
- 2. Todd Akin (R)
- 3. Russ Carnahan (D)
- 4. Ike Skelton (D)
- 5. Emanuel Cleaver (D)
- 6. Sam Graves (R)
- 7. Roy Blunt (R)
- 8. Jo Ann Emerson (R)
- 9. Kenny Hulshof (R)

Montana
(1 Repubblicano)
- "At-large". Denny Rehberg (R)

Nebraska
(3 Repubblicani)
- 1. Jeff Fortenberry (R)
- 2. Lee Terry (R)
- 3. Tom Osborne (R)

Nevada
(2 Repubblicani, 1 Democratico)
- 1. Shelley Berkley (D)
- 2. Jim Gibbons (R), fino al 31 dicembre 2006
  - Vacante da tale data fino al Congresso successivo
- 3. Jon Porter (R)

New Hampshire
(2 Repubblicani)
- 1. Jeb Bradley (R)
- 2. Charles Bass (R)

New Jersey
(7 Democratici, 6 Repubblicani)
- 1. Rob Andrews (D)
- 2. Frank LoBiondo (R)
- 3. Jim Saxton (R)
- 4. Chris H. Smith (R)
- 5. Scott Garrett (R)
- 6. Frank Pallone (D)
- 7. Mike Ferguson (R)
- 8. Bill Pascrell (D)
- 9. Steve Rothman (D)
- 10. Donald M. Payne (D)
- 11. Rodney Frelinghuysen (R)
- 12. Rush D. Holt Jr. (D)
- 13. Bob Menendez (D), fino al 17 gennaio 2006
  - Albio Sires (D), dal 13 novembre 2006

New York
(20 Democratici, 9 Repubblicani)
- 1. Tim Bishop (D)
- 2. Steve Israel (D)
- 3. Peter T. King (R)
- 4. Carolyn McCarthy (D)
- 5. Gary Ackerman (D)
- 6. Gregory Meeks (D)
- 7. Joseph Crowley (D)
- 8. Jerrold Nadler (D)
- 9. Anthony D. Weiner (D)
- 10. Ed Towns (D)
- 11. Major Owens (D)
- 12. Nydia Velázquez (D)
- 13. Vito Fossella (R)
- 14. Carolyn B. Maloney (D)
- 15. Charles B. Rangel (D)
- 16. José Serrano (D)
- 17. Eliot Engel (D)
- 18. Nita Lowey (D)
- 19. Sue Kelly (D)
- 20. John E. Sweeney (R)
- 21. Michael R. McNulty (D)
- 22. Maurice Hinchey (D)
- 23. John McHugh (R)
- 24. Sherwood Boehlert (R)
- 25. Jim Walsh (R)
- 26. Tom Reynolds (R)
- 27. Brian Higgins (D)
- 28. Louise Slaughter (D)
- 29. Randy Kuhl (R)

Nuovo Messico
(2 Repubblicani, 1 Democratico)
- 1. Heather Wilson (R)
- 2. Steve Pearce (R)
- 3. Tom Udall (D)

Ohio
(12 Repubblicani, 6 Democratici)
- 1. Steve Chabot (R)
- 2. Rob Portman (R), fino al 29 aprile 2005
  - Jean Schmidt (R), dal 6 settembre 2005
- 3. Mike Turner (R)
- 4. Mike Oxley (R)
- 5. Paul Gillmor (R)
- 6. Ted Strickland (D)
- 7. Dave Hobson (R)
- 8. John Boehner (R)
- 9. Marcy Kaptur (D)
- 10. Dennis Kucinich (D)
- 11. Stephanie Tubbs Jones (D)
- 12. Pat Tiberi (R)
- 13. Betty Sutton (D)
- 14. Steve LaTourette (R)
- 15. Deborah Pryce (R)
- 16. Ralph Regula (R)
- 17. Tim Ryan (D)
- 18. Bob Ney (D), fino al 3 novembre 2006
  - Vacante da tale data fino al Congresso successivo

Oklahoma
(4 Repubblicani, 1 Democratico)
- 1. John Sullivan (R)
- 2. Dan Boren (D)
- 3. Frank Lucas (R)
- 4. Tom Cole (R)
- 5. Ernest Istook (R)

Oregon
(4 Democratici, 1 Repubblicano)
- 1. David Wu (D)
- 2. Greg Walden (R)
- 3. Earl Blumenauer (D)
- 4. Peter DeFazio (D)
- 5. Darlene Hooley (D)

Pennsylvania
(12 Democratici, 7 Repubblicani)
- 1. Bob Brady (D)
- 2. Chaka Fattah (D)
- 3. Phil English (R)
- 4. Melissa Hart (R)
- 5. John E. Peterson (R)
- 6. Jim Gerlach (R)
- 7. Curt Weldon (R)
- 8. Mike Fitzpatrick (R)
- 9. Bill Shuster (R)
- 10. Don Sherwood (R)
- 11. Paul Kanjorski (D)
- 12. John Murtha (D)
- 13. Allyson Schwartz (D)
- 14. Michael F. Doyle (D)
- 15. Charlie Dent (R)
- 16. Joseph R. Pitts (R)
- 17. Tim Holden (D)
- 18. Tim Murphy (R)
- 19. Todd Platts (R)

Rhode Island
(2 Democratici)
- 1. Patrick Kennedy (D)
- 2. James Langevin (D)

Tennessee
(5 Democratici, 4 Repubblicani)
- 1. Bill Jenkins (R)
- 2. Jimmy Duncan (R)
- 3. Zach Wamp (R)
- 4. Lincoln Davis (D)
- 5. Jim Cooper (D)
- 6. Bart Gordon (D)
- 7. Marsha Blackburn (R)
- 8. John S. Tanner (D)
- 9. Harold Ford Jr. (D)

Texas
(21 Repubblicani, 11 Democratici)
- 1. Louie Gohmert (R)
- 2. Ted Poe (R)
- 3. Sam Johnson (R)
- 4. Ralph Hall (R)
- 5. Jeb Hensarling (R)
- 6. Joe Barton (R)
- 7. John Culberson (R)
- 8. Kevin Brady (R)
- 9. Al Green (D)
- 10. Michael McCaul (R)
- 11. Mike Conaway (R)
- 12. Kay Granger (R)
- 13. Mac Thornberry (R)
- 14. Ron Paul (R)
- 15. Rubén Hinojosa (D)
- 16. Silvestre Reyes (D)
- 17. Chet Edwards (D)
- 18. Sheila Jackson Lee (D)
- 19. Randy Neugebauer (R)
- 20. Charlie Gonzalez (D)
- 21. Lamar S. Smith (R)
- 22. Tom DeLay (R), fino al 9 giugno 2006
  - Shelley Sekula-Gibbs (R), dal 13 novembre 2006
- 23. Henry Bonilla (R)
- 24. Kenny Marchant (R)
- 25. Lloyd Doggett (D)
- 26. Michael C. Burgess (R)
- 27. Solomon Ortiz (D)
- 28. Henry Cuellar (D)
- 29. Gene Green (D)
- 30. Eddie Bernice Johnson (D)
- 31. John Carter (R)
- 32. Pete Sessions (R)

Utah
(2 Repubblicani, 1 Democratico)
- 1. Rob Bishop (R)
- 2. Jim Matheson (D)
- 3. Chris Cannon (R)

Vermont
(1 Indipendente, affiliato con i Democratici)
- "At-large". Bernie Sanders (I-D)

Virginia
(8 Repubblicani, 3 Democratici)
- 1. Jo Ann Davis (R)
- 2. Thelma Drake (R)
- 3. Bobby Scott (D)
- 4. Randy Forbes (R)
- 5. Virgil Goode (R)
- 6. Bob Goodlatte (R)
- 7. Eric Cantor (R)
- 8. Jim Moran (D)
- 9. Rick Boucher (D)
- 10. Frank Wolf (R)
- 11. Thomas M. Davis (R)

Virginia Occidentale
(2 Democratici, 1 Repubblicano)
- 1. Alan Mollohan (D)
- 2. Shelley Moore Capito (R)
- 3. Nick Rahall (D)

Washington
(6 Democratici, 3 Repubblicani)
- 1. Jay Inslee (D)
- 2. Rick Larsen (D)
- 3. Brian Baird (D)
- 4. Doc Hastings (R)
- 5. Cathy McMorris (R)
- 6. Norm Dicks (D)
- 7. Jim McDermott (D)
- 8. Dave Reichert (R)
- 9. Adam Smith (D)

Wisconsin
(4 Democratici, 4 Repubblicani)
- 1. Paul Ryan (R)
- 2. Tammy Baldwin (D)
- 3. Ron Kind (D)
- 4. Gwen Moore (D)
- 5. Jim Sensenbrenner (R)
- 6. Tom Petri (R)
- 7. Dave Obey (D)
- 8. Mark Andrew Green (R)

Wyoming
(1 Repubblicano)
- "At-large". Barbara Cubin (R)

Membri non votanti
- Samoa Americane. Eni Faleomavaega (D)
- Distretto di Columbia. Eleanor Holmes Norton (D)
- Guam. Madeleine Bordallo (D)
- Porto Rico. Luis Fortuño (R e PNP)
- Isole Vergini. Donna Christian-Christensen (D)